# Trasporti Pubblici Luganesi

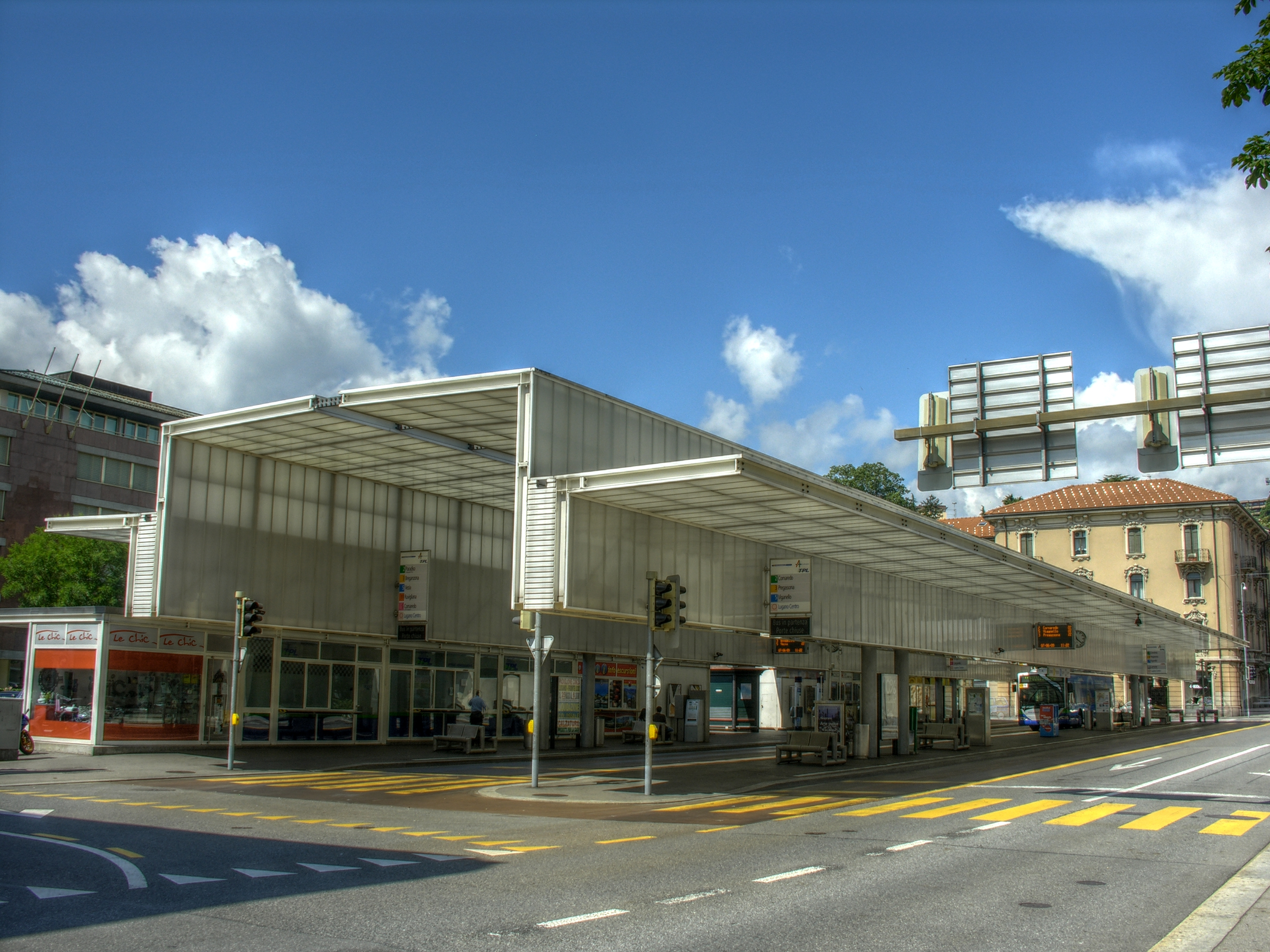
Zentrale Busstation 2009

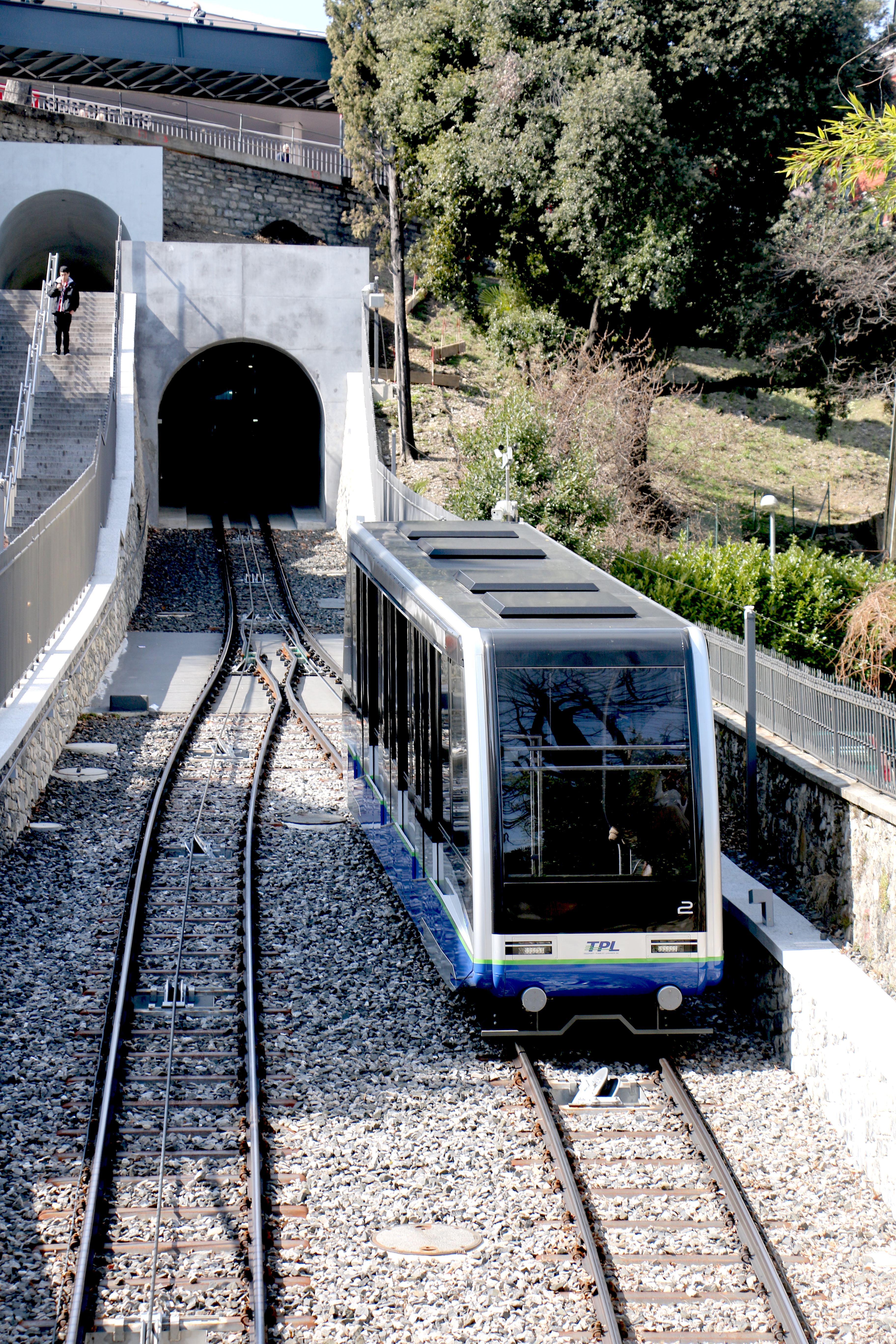
Standseilbahn nach der Wiedereröffnung am 11. Dezember 2016

Die Trasporti Pubblici Luganesi SA (TPL) ist eine Verkehrsgesellschaft, die in der Schweizer Stadt Lugano und Umgebung den öffentlichen Stadtverkehr betreibt. Ihre Aktien sind im Besitz der öffentlichen Hand. Sie löste per Anfang 2000 die städtische Azienda Comunale dei Trasporti della Città di Lugano (ACTL), zuvor Azienda Communale del Traffico Lugano ab. Diese wiederum agierte seit 1918, als die Stadt das Eigentum der Società delle Tramvie Elettriche Luganesi (TEL) übernahm und in Eigenregie als Tramvie Comunali di Lugano (TCL) betrieb.
Die TPL betreibt
- das Autobusnetz
- die Standseilbahn zwischen dem Bahnhof und dem tiefer gelegenen Stadtzentrum

Die TPL beziehungsweise ihre Vorgängerinnen ACTL/TCL und TEL betrieben
- 1896–1959 das Tram Lugano
- 1954–2001 den Trolleybus Lugano
- 1913–1986 die Standseilbahn Funicolare degli Angioli

Tariflich gehört die TPL zum Tarifverbund Arcobaleno.

## Linien
| Linie | Strecke                              | Art               |
| ----- | ------------------------------------ | ----------------- |
| 1     | Lugano Centro – P+R Fornaci          | TPL Linie         |
| 2     | Paradiso – Castagnola                | TPL Linie         |
| 3     | Breganzona – Mercato Resega          | TPL Linie         |
| 4     | Lugano Centro – Canobbio             | TPL Linie         |
| 5     | Manno – Viganello                    | TPL Linie         |
| 6     | Stazione FFS – Cornaredo             | TPL Linie         |
| 7     | Lugano Centro – Pregassona           | TPL Linie         |
| 8     | Lugano Centro – P+R Cornaredo        | Park & Ride Linie |
| 9     | Viganello – Cureggia                 | TPL Linie         |
| 10    | Albonago – Castagnola                | TPL Linie         |
| 12    | Lugano Centro – Brè                  | TPL Linie         |
| 15    | Besso – Muzzano                      | TPL Linie         |
| 16    | Besso – Muzzano                      | TPL Linie         |
| 17    | P+R Fornaci – Senago                 | TPL Linie         |
| 18    | P+R Fornaci – Scairolo – P+R Fornaci | TPL Linie         |

## Geschichte des Stadtverkehrs in Lugano
Der Bahnhof Lugano wurde 1874 durch die Gotthardbahn eröffnet. Er bildete damals den vorläufigen Endpunkt der Tessiner Talbahn im Sottoceneri, der Strecke von der italienischen Grenze bei Chiasso in Richtung Norden. 1882 folgte im April die Eröffnung der Strecke über den Monte Ceneri nach Bellinzona und im Juni die durchgehende Eröffnung der Gotthardbahn. Allerdings war der Bahnhof oberhalb der Stadt gelegen, weshalb 1886 die Standseilbahn vom Bahnhof ins Stadtzentrum eröffnet wurde. Im selben Jahr eröffnete das Tram Lugano seine erste Strecke mit Drehstrombetrieb 400 Volt 40 Hertz, die über eine zweipolige Fahrleitung zugeführt wurden.
1910 wurde auf den bei Trambahnen üblichen Gleichstrombetrieb umgestellt, allerdings mit erhöhter Spannung von 1000 Volt, was den Anschluss von Überlandstrassenbahnen erleichterte. Es waren dies die 1909 eröffnete Lugano-Tesserete-Bahn (LT, eingestellt 1967), die 1911 eröffnete Lugano-Cadro-Dino-Bahn (LCD, eingestellt 1967/70) und die Lugano-Ponte-Tresa-Bahn. Die hohe Spannung ist unüblich für Strassenbahnen, weshalb keine Fahrzeuge von anderen Trambetrieben übernommen werden konnten. Weil das System auch für den Trolleybusbetrieb übernommen wurde, der in den Jahren 1954 bis 59 das Tram ersetzte, wurde 2001 der Trolleybusbetrieb eingestellt, weil wiederum spezielle vom Standard abweichende Fahrzeuge nötig gewesen wären.
Die Standseilbahn ins Stadtzentrum wurde 2014 bis 16 einer grundlegenden Erneuerung unterzogen. Derweil bestehen Pläne, die FLP ins Stadtzentrum zu verlängern, abschnittsweise neu zu trassieren und mit einer Strecke nach Manno zu verlängern. Daraus soll ein neues Tram Lugano entstehen.

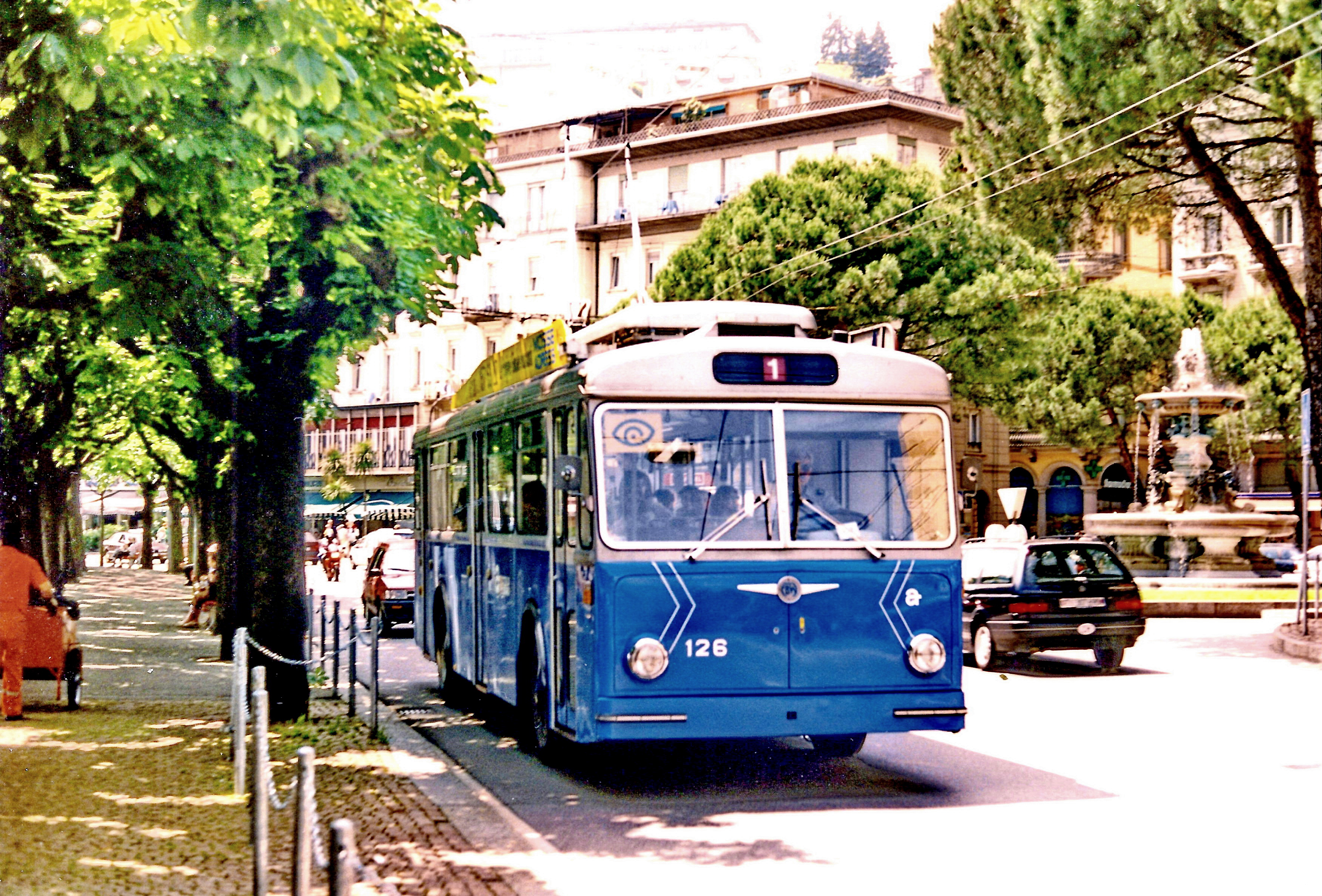
Ehemaliger Trolleybus 126 im Jahr 1994
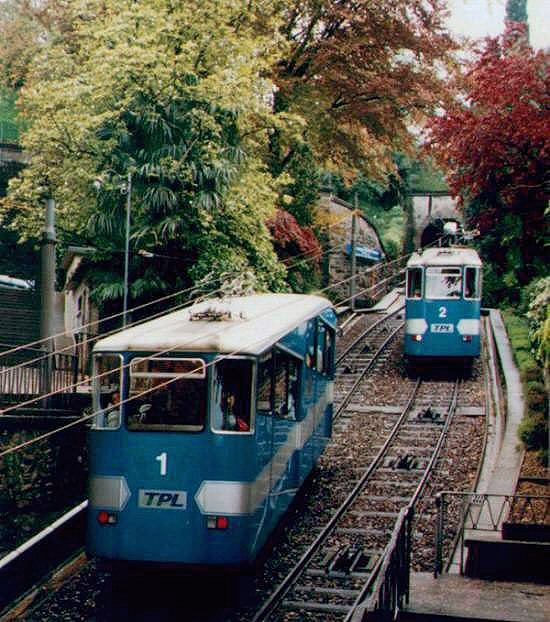
Die Standseilbahn Lugano–Bahnhof SBB vor dem Umbau